# Pili Tobar
María «Pili» del Pilar Tobar (Florida, siglo XX) es una asesora política estadounidense que se desempeña como Directora Adjunta de Comunicaciones de la Casa Blanca en la administración de Biden. Anteriormente, Tobar trabajó como subdirectora de America's Voice y como asistente del senador Chuck Schumer.

## Biografía
Tobar nació en Florida y se crio en Ciudad de Guatemala, Guatemala. Regresó a los Estados Unidos en 2004, obteniendo una Licenciatura en Ciencias Políticas y una Maestría en Administración Pública de la Universidad de Miami.

## Carrera
Después de la universidad, Tobar trabajó como pasante en Greenberg Quinlan Rosner Research, una firma de investigación de mercados con sede en Washington D. C. Entre 2013 y 2015, se desempeñó como directora de medios hispanos para el Comité Nacional Demócrata.
En 2015, Tobar fue directora de comunicaciones del Latino Victory Project. En 2017, comenzó a trabajar como directora de medios hispanos para el senador Chuck Schumer. Se unió a America's Voice en 2018 como directora general y más tarde se convirtió en subdirectora en febrero de 2019. En julio de 2020, se unió a la campaña presidencial de Joe Biden 2020 como directora de comunicaciones para coaliciones.